# 敦煌女儿
敦煌女儿是中華人民共和國一部滬劇電影。茅善玉是該電影的艺术指导兼主演，滕俊杰為該電影導演。電影其他主演還有钱思剑、凌月刚、吴争光。编剧為蒋东敏。該電影由上海沪剧院、敦煌研究院、上海广播电视台、上海新文化影业有限公司出品。敦煌女儿是上海沪剧院推出的第二部沪剧电影。该電影以樊锦诗为原型。敦煌女儿先后獲得第35届中国电影金鸡奖最佳戏曲片、2022中美电影节最佳年度戏曲片及第五届中国戏曲电影展优秀戏曲电影。

## 背景
2011年至2020年，茅善玉9次带领主创团队到敦煌生活。主创团队創作了舞台剧《敦煌女儿》，於2018年5月上映。該舞台劇在北京、上海、西安、兰州、敦煌、武汉等地共演出80多场。茅善玉凭借《敦煌女儿》中的樊锦诗一角获得了文华表演奖。电影《敦煌女儿》以舞台剧為藍本，並以舞台劇原班人马上演。

## 上映
2022年10月6日，敦煌女儿在上海举办首映礼。2023年3月8日在中國公映。